# The Flying Tygers

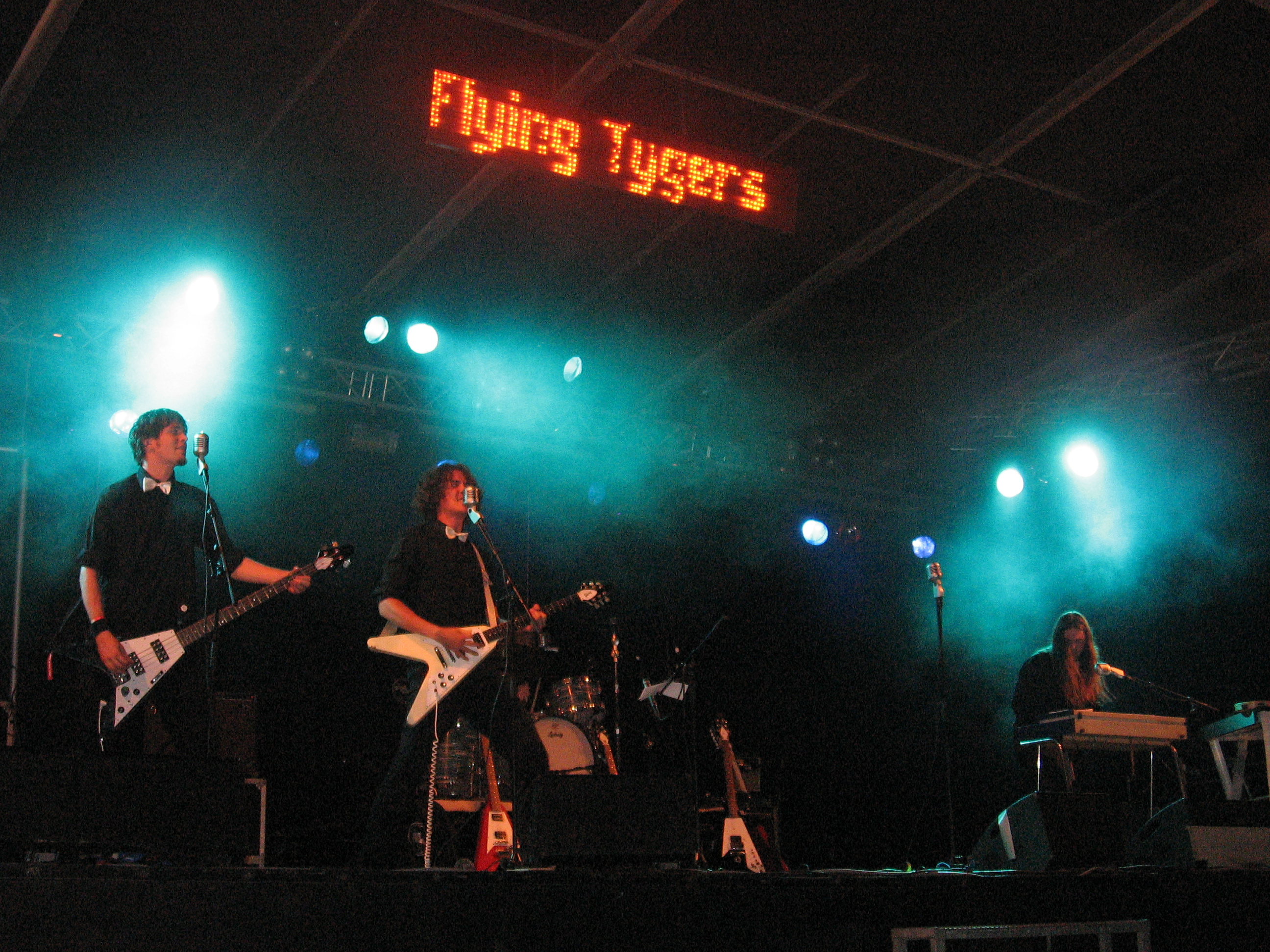
The Flying Tygers, Westerpop 2008

The Flying Tygers is een Nederlandse garagerockband, opgericht begin 2008. In april 2008 kwam een 7" vinyl debuut-ep uit op TombstoneRecords USA; in augustus 2008 ontving de band de Peter Tetteroo Bokaal op het Westerpop festival in Delft. na enkele bezettingswisselingen bestaat de band nu sinds 2015 uit Eric Geevers (zang, orgel, gitaar), Sjors van Roosmalen (bas, zang), Tim Herrebrugh (gitaar, zang) en Remco Cornelissen (drums).
Al bij het tweede optreden (als voorprobramma van Pierced Arrows) presenteerde de band hun ep op Tombstone. De band bestond destijds uit Eric Geevers op zang, orgel, gitaar en theremin, gitarist Jochem Jonkman, bassist Sjors van Roosmalen en drummer Barry van Esbroek.
Deze vier muzikanten maakten destijds al een paar jaar deel uit van de (instrumentale) garage-surfband The Raving Bonkers. Die band kreeg het idee om om onder een andere naam een tweede band op te richten met dezelfde mensen en exact hetzelfde surfrepertoire, maar dan gespeeld op Flying V-gitaren.
Die gitaren werden bij elkaar gesprokkeld, maar inmiddels was het plan uitgegroeid tot het idee om een tweede volwaardige band te starten, met inderdaad Flying V's, maar ook met zang en Vox- of Farfisa-orgeltje. Het repertoire werd gemodelleerd naar de talloze sixties-garagerockbands zoals te vinden op Pebbles-, Back From The Grave-, Sixties Rebellion- en talloze andere compilatieplaten.
Daarmee ligt de band geheel in het verlengde van the Ace-Tones, een van de bands die in de jaren negentig de garage-fakkel in Nederland brandend hielden, en in de Oor-encyclopedie werd omschreven als "voorlopers van de nieuwe generatie beat-bands". Niet toevallig speelde Eric Geevers in die band orgel en gitaar; hij speelt bovendien tegenwoordig af en toe in de Amerikaanse garagerockband The Fuzztones, verder in The Napoleons en The X-Ray Men, hij deed af en toe een gastoptreden bij The Peptones, en kan bogen op opnames en tournees met onder andere de legendarische Link Wray en met Robert Gordon & Chris Spedding.
Mede-Tyger Jochem Jonkman was een van de oprichters van klezmer/balkan-band L'Chaim, speelde in Right Back Edje, en speelde behalve in the Flying Tygers  in hardrock-trio Vanderbuyst, opgericht door ex-Raving Bonkers-gitarist Willem Verbuyst..
In Vanderbuyst speelde ook Tygers-drummer Barry van Esbroek, die daarvoor in onder andere Ward 69 en Los Doños speelde.
Sjors van Roosmalen speelde naast de Flying Tygers ook in de punkband the Doldrums.
The Flying Tygers werden live regelmatig uitgebreid met Sem Mol (Lonely Friends) op trompet en Lisanne van der Valk (Andere Koek) op altsaxofoon. Ook Rob Louwers (Link Wray, Ace-Tones, Fuzztones e.a.) was af en toe te gast, op mondharmonica en twee keer invallend op drums.
De band speelde in het begin dus uitsluitend op gitaren van het Flying V-model, in 1957 (!) ontworpen door de firma Gibson. Er was bij the Flying Tygers zelden een echte Gibson te zien (hooguit een af en toe van Willem Verbuyst geleend exemplaar). In plaats daarvan speelde de band op goedkope Gibson-kopieën die grondig zijn 'verspijkerd' door de band zelf: andere elementen, een tremolo-arm, of nog ingrijpender. Zo is er een 12-snarige V, er was een sitar-V (met speciale brug en zg. drone strings) en zelfs een Flying V met ingebouwde theremin. De huidige line-up speelt niet meer op Flying V's ("een goeie grap, maar je moet 'm niet blijven vertellen"), maar op sixties-modellen die meer bij het genre passen: Vox, Burns, en obscuurdere gitaren.
Toen de band Vanderbuyst (met Verbuyst, Jonkman en Van Esbroek) meer tijd ging kosten en (welverdiend) behoorlijk succesvol werd namen Jochem en Barry afscheid van de Flying Tygers - in goeie harmonie. De reeds gemaakte opnames werden door Eric verder afgemaakt en resulteerde in de CD "Radio Action - the Early Years of the Flying Tygers". Als bonus werd al het beschikbare Raving Bonkers-materiaal toegevoegd, aangevuld met wat demo's van Eric.
In 2013 herpakt de band zich met op drums Jonathan Haak (o.a. I-Reject) en op gitaar Dorien Meijsing (o.a. Santa Cruz) en op het eigen label Pure Coincidence komt een 7" split EP uit (samen met Delftse band Manimal). Deze line-up bestaat niet lang; Dorien heeft het te druk met andere dingen zoals haar Constellations-project, en Jonathan voelt zich toch meer thuis in de hardcore en old school punk. Al snel wordt de gitaar overgenomen door Tim Herrebrugh, ook bekend als éénmansband Dead Cat Stimpy. Drummer Remco Cornelissen (Incense, Flying Fortress, Drive By Wire, Laura Palmer) voegt zich er bij... en deze line-up is sinds 2015 actief.
In 2020 verschijnt van Eric Geevers de solo-LP "Songs From The Electric Anytime Playground". Om dit live te brengen geven the voltallige Flying Tygers acte de présence.